# Саут-Пасс-Сити (Вайоминг)
Саут-Пасс-Сити (англ. South Pass City) — невключённая территория в округе Фримонт штата Вайоминг в США. Популяция 0 человек.

## История
Город Саут-Пасс-Сити появился в 1867 году, когда в окрестностях было открыто золотоносное месторождение Карисса. Одновременно были основаны города Атлантик-Сити и Майнерс-Делайт. За счёт золотоискателей население города быстро выросло до 1000 человек. В 1869 году по предложению представителя Саут-Пасс-Сити Уильяма Брайта законодательное собрание территории Вайоминг ввело избирательное право для женщин. В том же 1869 году в город приехала Эстер Хобарт Моррис, которая в следующем году была назначена мировым судьёй, таким образом став первой женщиной-судьёй в США. После окончания золотой лихорадки население начало уменьшаться, и в 1872 году в городе осталось только несколько сотен человек. Короткое возрождение город пережил во времена Великой депрессии. Месторождение Карисса было закрыто в 1950-х годах. Сейчас территория является Национальным историческим памятником.